# Patrick Adiarte
Patrick Adiarte, né le 2 août 1942 à Manille et mort le 15 avril 2025 à Los Angeles (Californie),, est un danseur et un acteur de cinéma, de télévision et de théâtre américano-philipin, connu pour ses divers rôles au cinéma et à la télévision mettant en scène des personnages asiatiques.
Il joue par exemple le rôle de Rama V dans Le Roi et moi, Wang San dans Au rythme des tambours fleuris, l'étudiant T. J. Padmanagham dans Une seconde jeunesse, et Ho-Jon dans sept épisodes de la série télévisée MASH. Il est aussi danseur dans Hullabaloo (en).

## Biographie

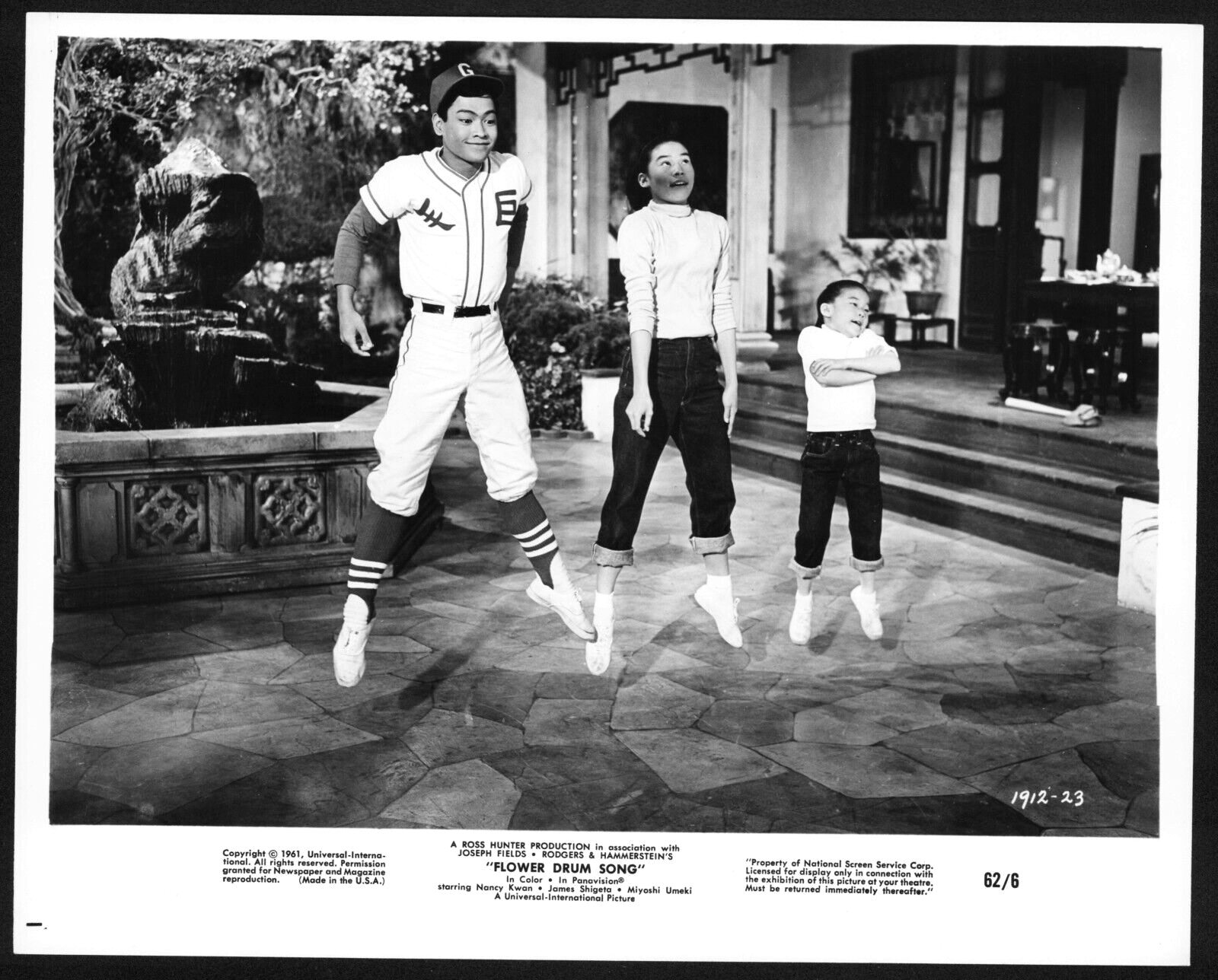
Patrick Adiarte, Virginia Ann Lee et Cherylene Lee dans Au rythme des tambours fleuris en 1961.

Né à Manille aux Philippines le 2 août 1942, Patrick Adiarte s'installe avec sa famille le 29 juillet 1946 à New York.
Il est connu pour ses rôles de personnages étrangers, notamment asiatiques, au cinéma et à la télévision. Parmi ses rôles les plus connus, on trouve celui du prince Chulalongkorn dans Le Roi et moi.

## Filmographie
- 1956 : Le Roi et moi
- 1960 : Une seconde jeunesse
- 1961 : Au rythme des tambours fleuris
- 1961 : The Enchanted Nutcracker (téléfilm)
- 1965 : L'Encombrant Monsieur John
- 1967 : The Final War of Olly Winter (en) (téléfilm)

### Apparitions notables à la télévision en tant qu'invité
- 1968 : Opération vol (épisode Rencontre amicale)
- 1970 : L'Homme de fer (épisode Le paradis qu'il faut quitter)
- 1971 : Bonanza (épisode Warbonnet)
- 1972 : The Brady Bunch (épisodes Hawaii Bound et Pass the Tabu)
- 1972 : Hawaï police d'État (épisode Au douzième coup)
- 1972-1973 : MASH
- 1973 : Temperatures Rising (en) (épisode Mercy, The Surgeon)
- 1974 : Kojak (épisode Crime de lèse-majesté, parties 1 et 2)